# 周定洋
提摩西·亞歷山大·周（英語：Timothy Alexander Chow，1994年1月18日—），中文名周定洋，是華裔第三代，於2017年入籍中華民國並代表中華台北足球代表隊出賽，現效力於中國足球協會超級聯賽的成都蓉城并担任队长，位置中場。

## 生涯
周定洋出生於大曼徹斯特郡，九歲時加入當地球隊威根的青訓系統，而且曾兩次獲得年度最佳青年球員的榮譽。經過青訓系統的培養後，2012年他與維根競技簽下兩年的職業合約。2015年4月14日，他在面對米尔沃尔的英格蘭冠軍足球聯賽上首次代表威根上場，為該隊10年來第一個青訓養成的一隊球員。同年4月19日，他第一次先發上陣，並攻入生涯首個職業比賽進球。
2016年8月25日，他和蘇格蘭足球超級聯賽球隊羅斯郡簽下兩年合約。
2018年6月，他因和羅斯郡的合約到期而離隊。離開羅斯郡的周定洋曾在蘇冠的恩華尼斯足球俱樂部試訓，最終於8月加盟塞爾維亞足球超級聯賽的薩博迪卡斯巴達足球會。2019年，加入中國足球協會超級聯賽的河南建業，但因程序問題直到2019年中超球季第三輪才首次替補上陣，並在第六輪對陣天津泰達的比賽中首次為球隊入球。

## 國際賽
2017年，在臺灣球探陳家銘（Ginola Chen，現任愛爾達體育台足球主播）的奔走、求證協助之下，周定洋順利取得中華民國護照，得以代表中華台北出賽。同年11月14日，在作客對戰土庫曼的亞洲杯外圍賽比賽中先發，並且完成國家隊首秀。結果中華台北隊以1-2輸球，無緣決賽週。
2018年亞洲盃外圍賽主場對戰新加坡，原先預計徵召周定洋出賽，卻遭足協通知未於3月20日報到而解召。他以與總教練懷特於通訊軟體上的通訊紀錄證明獲准於3月23日報到，然而仍遭解召，周定洋對此表示失望並認為和足協在報到程序上未達成共識所致。此事於2019年9月由已經改組並更換總教練的中華民國足球協會發布聲明向周定洋道歉，並透過時任足協秘書長及懷特時期助理教練方靖仁向媒體解釋，據中央通訊社報導：「方稱不清楚事情始末，『因為當時都是懷特親自與周定洋聯繫』」，因此仍有質疑聲浪認為助理教練不可能毫無知悉，對此方則答：「總教練都明確表示他不需要用到周定洋，我們怎麼可能再多問。」。